# Association Aéronautique et Astronautique de France
Association Aéronautique et Astronautique de France (3AF) - to globalna instytucja zajmująca się różnymi aspektami podróży kosmicznych. Został założony w 1971 roku.
W 3AF reprezentowani są pracownicy naukowi, producenci produktów, usługodawcy oraz inni profesjonaliści z branży cywilnej i wojskowej z całego świata. Siedziba organizacji znajduje się w Paryżu.

## Znani członkowie
- Paul Andreu, francuski architekt
- Jean-François Clervoy, francuski astronauta pracujący dla ESA
- Hubert Curien, francuski fizyk i kluczowa postać europejskiej polityki naukowej
- Institut polytechnique des sciences avancées, szkoła inżynierii lotniczej i kosmicznej